# Bret Hanover
Bret Hanover, född 19 maj 1962, död 21 november 1992, var en amerikansk standardhäst som tävlade i nordamerikansk passgångssport. Han är en av de tio passgångarna som vunnit Triple Crown of Harness Racing for Pacers och segrade i 62 av 68 starter under sin tävlingskarriär. Han var den första hästen som utsetts till American Harness Horse of the Year tre gånger, och är idag (2020) den enda passgångaren som lyckats med bedriften.

## Karriär
Bret Hanover föddes den 19 maj 1962 på Hanover Shoe Farms i Hanover, Pennsylvania. Han var en avkomma efter den framgångsrika avelshingsten Adios, och stoet Brenna Hanover efter Tar Heel. Vid ettårsauktionen 1963 såldes Bret Hanover för 50 000 dollar, den dyraste ettåringen det året.
Han tränades och kördes av Frank Ervin och debuterade som tvååring 1964. Han segrade i alla 24 starter, bland annat Fox Stake, Battle of Saratoga, Goshen Cup, Review-Little Pat Stake, American National, McMahon Memorial, Roosevelt Futurity, Ohio Standardbred Futurity, Meadow Lands Farm Stake, Star Pointer Stake och Lawrence Sheppard Pace. Under debutsäsongen sprang han in 173 298 dollar, och utsågs till American Harness Horse of the Year. Han var den första tvååring som fått utmärkelsen.
Som treåring 1965 segrade Bret Hanover bland annat i Cane Pace, Commodore Pace, Matron Pace, Hanover-Hempt Stake, Battle of Saratoga, Reynolds Memorial och Arden Downs Pace, och var fortsatt obesegrad. Segern i Arden Downs Pace var hans 35:e raka seger. Hans segersvit bröts på Illinois State Fair i ett heatlopp till Review Futurity, där han kom på andra plats bakom Adios Vic. Han segrade dock i det andra heatet på snabbare tid, och stod därmed som segrare av loppet. I september segrade Bret Hanover i Little Brown Jug och slog världsrekord i det första heatet, trots att regn hade försenat starten. Han segrade även i Messenger Stakes på Roosevelt Raceway och vann även Triple Crown. Han segrade i 21 av 24 starter som treåring, sprang in 340 975 dollar, och utsågs till American Harness Horse of the Year igen.
Under hans sista säsong i tävlingskarriären gjorde han 20 starter och tog 17 segrar. Han sänkte världsrekordet till 1:54.0 (1.10,9), och sedan till 1:53.3 (1.10,6) på The Red Mile. Han besegrades av Cardigan Bay i Pace of the Century på Yonkers Raceway, men slog honom senare i Revenge Pace. Han segrade även över Cardigan Bay i de fyra kommande loppen. Under säsongen 1966 segrade Bret Hanover bland annat i American National, Empire Pace och Realization Pace. Han gjorde sin sista start i tävlingskarriären i American Pacing Classic på Hollywood Park, där han slutade på tredje plats. Han utsågs till American Harness Horse of the Year för tredje året i rad, och är idag (2020) den enda passgångaren som lyckats med bedriften. Han avslutade tävlingskarriären som den snabbaste och mest vinstrika passgångaren någonsin.

## Avelskarriär
Bret Hanover såldes till Castleton Farm i Lexington, Kentucky, för rekordsumman 1 miljon dollar. Han var där verksam som avelshingst, och hans avkommor sprang totalt in över 64 miljoner dollar. Bret Hanover avled den 21 november 1992, och begravdes i Castleton, innan hans grav flyttades till Kentucky Horse Park. Det har även rests en staty i hans minne på Castleton Farm. 1994 valdes han in i United States Harness Racing Hall of Fame.